# Beata Jarmołowska
Beata Jarmołowska – polska projektantka mody.
Absolwentka Instytutu Wychowania Artystycznego w Częstochowie. Członkini International Feltmakers Association.
Ma w swoim dorobku kilkadziesiąt autorskich kolekcji. Pokazuje je w kraju i zagranicą. Twórczość artystki była prezentowana w europejskich metropoliach m.in. w  Madrycie, Berlinie i Wiedniu, ale również w Irkucku.
Stosuje stare i nowe techniki rękodzielnicze.
Jarmołowska jest laureatką wielu prestiżowych nagród m.in. nagrody za całokształt twórczości, którą odebrała podczas festiwalu „Sztuka i Moda” we Wrocławiu.
Prace artystki prezentowane były na łamach pism: "Twój styl", "Elle", "Cosmopolitan", "Wysokie Obcasy". Jedna z kolekcji Jarmołowskiej zatytułowana: "A to życie jak sen", została zaprezentowana w ramach Alei Projektantów w trakcie Poland Fashion Week, w pierwszej edycji. Dziennikarze zachodnich magazynów mody  określili tę kolekcję jako "intelektualny romantyzm". W czasie drugiej edycji P.F.W. w Alei Projektantów Beata Jarmołowska pokazała kolekcję pt.: "Gdy blondynka szła do wojska", wykonaną z unikatowych, ręcznie wykonanych i dekorowanych tkanin z użyciem jedwabiu naturalnego, filcu i druku eksperymentalnego.